# أحمد تاج الدين
أحمد تاج الدين (بالملايوية: Ahmad Tajuddin) (22 أغسطس 1913 – 4 يونيو 1950)،. هو السلطان السابع والعشرين لبروناي، حكم من عام 1924 حتى وفاته في عام 1950. خَلَفَه شقيقه الأصغر السلطان عمر علي سيف الدين الثالث.
تم تهميش أحمد تاج الدين من قبل مالكوم ماكدونالد، وتجاهله أو أساء التعامل معه آخرون مثل جيرارد ماكبرايان. كان أحمد تاج الدين من الداعين إلى منح السلطنة مزيدًا من الاستقلال المالي والسياسي بطريقة كانت تُعتبر مبتكرة في عصره. وقد شكّلت هذه المطالب، إلى جانب دعمه لفكرة اتحاد سياسي جديد تحكمه السلطنة في شمال بورنيو، ملامح مبكرة للعملية السياسية التي بدأت في أواخر خمسينيات القرن العشرين، وبلغت ذروتها في يناير 1984 بإعلان استقلال بروناي رسميًا عن بريطانيا.